# Atari POKEY

Anschlüsse des 40-poligen POKEY-Chips

Der Potentiometer and Keyboard Integrated Circuit (POKEY) ist ein elektronischer Spezialbaustein des US-amerikanischen Herstellers Atari. Er findet sich in den Heimcomputern Atari 400, Atari 800, den Modellen der XL- und XE-Reihe sowie in der Spielekonsole Atari 5200. Daneben ist er in einigen Arcadeautomaten von Atari verbaut worden und Bestandteil weniger Spielmodule für die Spielekonsole Atari 7800. Im POKEY sind verschiedene elektronische Funktionsgruppen zusammengefasst: die Tonerzeugung, die Tastaturabfrage und der Betrieb der seriellen Schnittstelle zur Kommunikation mit entsprechenden Peripheriegeräten.

## Technische Daten
Der POKEY verfügt über vier Tonkanäle (Stimmen), die jeweils eine Rechteckschwingung (Klangfarbe) mit frei einstellbarer Amplitude (Tonstärke, Hüllkurve) und Frequenz (Tonhöhe) erzeugen können. Zusätzlich können Tonkanäle paarweise zusammengeschaltet werden, was weitere Beeinflussungen (Mischungen, Filterungen) der synthetisierten Klänge ermöglicht. Darüber hinaus erlaubt der POKEY in Zusammenarbeit mit der CPU auch das Abspielen von digitalisierten Signalen (Samples), beispielsweise von zuvor mit einem externen Analog-Digital-Wandler (Sampler) aufgenommener Sprache. Allerdings ist die dafür benötigte CPU-Rechenleistung erheblich, so dass insbesondere von Spieleautoren vielfach auf die zwar eingeschränkte, dafür aber zeitsparende synthetische Klangerzeugung zurückgegriffen wurde. Alle bereitgestellten Töne, auch die evtl. vom Datenrekorder extern eingeleiteten, werden anschließend in den HF-Modulator zur Ausgabe an das angeschlossene Fernsehgerät eingespeist.
Die Abfrage der Tastatur geschieht ebenfalls mit dem POKEY; darüber hinaus verfügt er auch über Zeitgeberfunktionen und Zufallszahlengeneratoren (Pseudo-Rauschen).